# Samuel Noble
Pour les articles homonymes, voir Noble (homonymie).
Samuel Noble, né le 4 mars 1779 à Londres et mort le 27 août 1853, est un graveur anglais, adepte des doctrines d'Emanuel Swedenborg.

## Biographie
Samuel Noble naît le 4 mars 1779 à Londres. Il est le fils du libraire Edward Noble, auteur de Elements of Linear Perspective (1772), un traité sur la perspective. Sa mère lui donne une bonne éducation, dont le latin. Samuel est le frère de George et William Bonneau Noble. 
D'abord apprenti orfèvre, il travaille ensuite avec un graveur, où il réalise de nombreuses planches architecturales très réussies. 
Ses convictions religieuses sont le résultat d'une réaction, dans sa dix-septième année en 1796, contre Le Siècle de la raison de Thomas Paine. Il est ministre de la nouvelle église.
Mort le 27 août 1853, il est inhumé au cimetière de Highgate.